# Glockenmuseum Stiftskirche Herrenberg
Glockenmuseum Stiftskirche Herrenberg – muzeum dzwonów kościelnych działające na wieży kolegiaty (niem. Stiftskirche) w Herrenbergu.

## Kolekcja
W skład kolekcji wchodzi 35 dzwonów bujanych i 50 dzwonów karylionowych. Przed utworzeniem muzeum na wieży znajdowało się pięć bujanych instrumentów. Z czasem do kościoła przywożono nowo odlane dzwony i dzwony podarowane przez inne kościoły.
| Nazwa regionu               | Liczba dzwonów |
| --------------------------- | -------------- |
| Badenia-Wirtembergia        | 16             |
| Hesja                       | 3              |
| Dolny Śląsk                 | 3              |
| Nadrenia-Palatynat          | 3              |
| Austria                     | 2              |
| Bawaria                     | 2              |
| Pomorze Zachodnie           | 2              |
| Szwajcaria                  | 2              |
| Brandenburgia               | 1              |
| Nadrenia Północna-Westfalia | 1              |

### Dane dzwonów

#### Karolingerglocke
Oryginalny instrument odlano około 1200 lat temu. Obecny dzwon został zrekonstruowany przez historyka i archeologa Hansa Dreschera na podstawie znalezisk we Vreden. W odlaniu dzwonu pomagała ludwisarnia Rincker.

#### Haithabuglocke
Dzwon został odkryty w 1978 roku we wraku statku wikingów w Haithabu. Jest to przypuszczalnie najstarszy zachowany dzwon na północ od Alp, gdyż najprawdopodobniej odlano go w X wieku. Charakterystyczną cechą dzwonu jest cienka ściana płaszczu.

#### Ascharaglocke
Ascharglocke to kopia dzwonu, którego oryginał pochodzi z turyńskiej wioski Aschara, w gminie Bad Langensalza. Oryginał znajduje się Muzeum Dzwonów w Apoldzie. Prawdopodobnie instrument pochodzi z drugiej ćwierci XII wieku.

#### Armsünderglocke
Dzwon odlano około 1200 roku, co czyni go najstarszym dzwonem w Wirtembergii. Dzwon pierwotnie bił w sądzie w Herrenbergu, wołając na rozprawy.

#### Osanna
Dzwon wykonano około 1300 roku na Śląsku. Imię Ossanna jest jego imieniem zwyczajowym, gdyż na dzwonie nie ma żadnego napisu.

#### Mittagsglocke
Instrument został odlany przez Hansa Egera i najpóźniej od 1483 regularnie dzwoni o godzinie 12:00. W górnej części dzwonu znajdują się inskrypcje: lucas + marcus + matheus + johannes, czyli imiona ewangelistów.

#### Schiedglocke

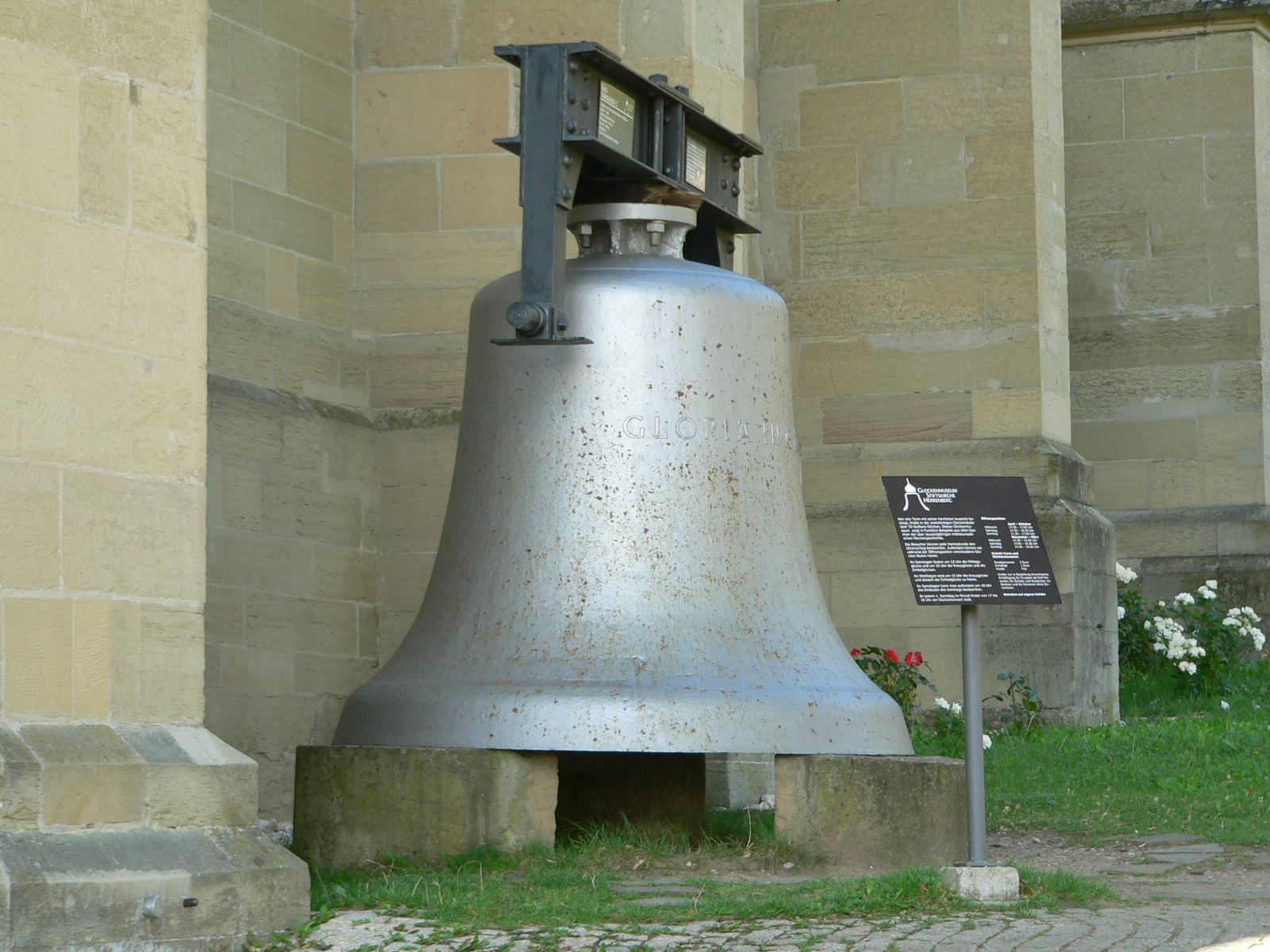
Stalowy dzwon stojący na dworze, przed kościołem

Do II wojny światowej dzwon wisiał na wieży kościoła w pomorskiej wsi Kantreck (obecnie Łoźnica w powiecie goleniowskim). Wykonano go pod koniec XV wieku.

#### Guldenglocke
Dzwon był dawniej największym dzwonem w kolegiacie. Ten renesansowy instrument został odlany przez Hansa i Martina Millerów w Esslingen w 1602 roku. Podczas II wojny światowej dzwon wywieziono do Lünen w celu przetopienia, do czego ostatecznie nie doszło, dzięki czemu w 1948 roku dzwon wrócił do Herrenbergu. Przez złe traktowanie dzwonu podczas wojny dzwon został trwale uszkodzony.

#### Zeichenglocke
Dzwon został wykonany przez lotaryńskiego ludwisarza Voillarda w 1659 dla dolnośląskiej wsi Günthersdorf, obecnie Zatonie, dzielnica Zielonej Góry. Obecnie dzwoni pół godziny przed rozpoczęciem nabożeństw.

#### Schlagglocke
Instrument wypożyczono z pomorskiej wsi Köselitz, obecnie Kozielice. Obecnie wisi na zewnętrzu wieży, a zamontowany obok młoteczek wybija nim godziny.

#### Reformationsglocke
Ten późnobarokowy dzwon wykonał w 1738 roku Benjamin Körner z Görlitz. Pierwotnie wisiał w Seidenbergu (obecnie Zawidów), po II wojnie światowej znajdował się w kościele Marcina Lutra w Ulm, a w 1993 trafił do Herrenbergu. Przez zniszczenia wojenne dzwon dwukrotnie spawano.

#### Predigtglocke
Dzwon odlano w 1752 w Spirze, w pracowni Paulusa Strobla dla kościoła w Aurich, w gminie Vaihingen an der Enz. W 1921 przeniesiono go do Flacht, a w 2000, podczas wymiany dzwonów, przekazano go muzeum w Herrenbergu.

#### Schulglocke
Dzwon pochodzi z kościoła w Wischütz (obecnie Wyszęcice) na Dolnym Śląsku. Prócz wołania na nabożeństwa instrument używano jako dzwonek szkolny, stąd nazwa dzwonu. W 1942 skonfiskowano go na cele wojenne, a w 1990 trafił do Herrenberga.

#### Apollonia
Dzwon odlano w 1875 w ludwisarni Carla Rosenlaechera w Konstancji. Do 1957 roku dzwon bił we wsi Kützbrunn koło Tauberbischofsheim. Dzwon zdobi podobizna świętej Apolonii, stąd nazwa dzwonu.

#### Primglocke
Dzwon odlano w Schwäbisch Hall w 1877 w stylu neogotyckim. Pierwotnie dzwonił rano o 6:00, obecnie dzwoni o godzinie 9:00 przypominając o Zmartwychwstaniu Chrystusa.

#### Feuerglocke
Dzwon odlano w 1909 roku. Jego płaszcz zdobi wizerunek świętego Wolfganga z Ratyzbony. Nazwa dzwonu nawiązuje do jednego z powodów bicia dzwonami, jakim było informowanie o wybuchu pożaru.

#### Wachtglocke
Instrument wykonano w 1924, pierwotnie dzwonił w Ulm o świcie i o zmierzchu, informując o otwarciu i zamknięciu bram miasta. Obecnie dzwoni we wtorki i soboty o 8:00 informując o otwarciu cotygodniowego targu. Jego płaszcz zdobi wizerunek św. Wendelina.

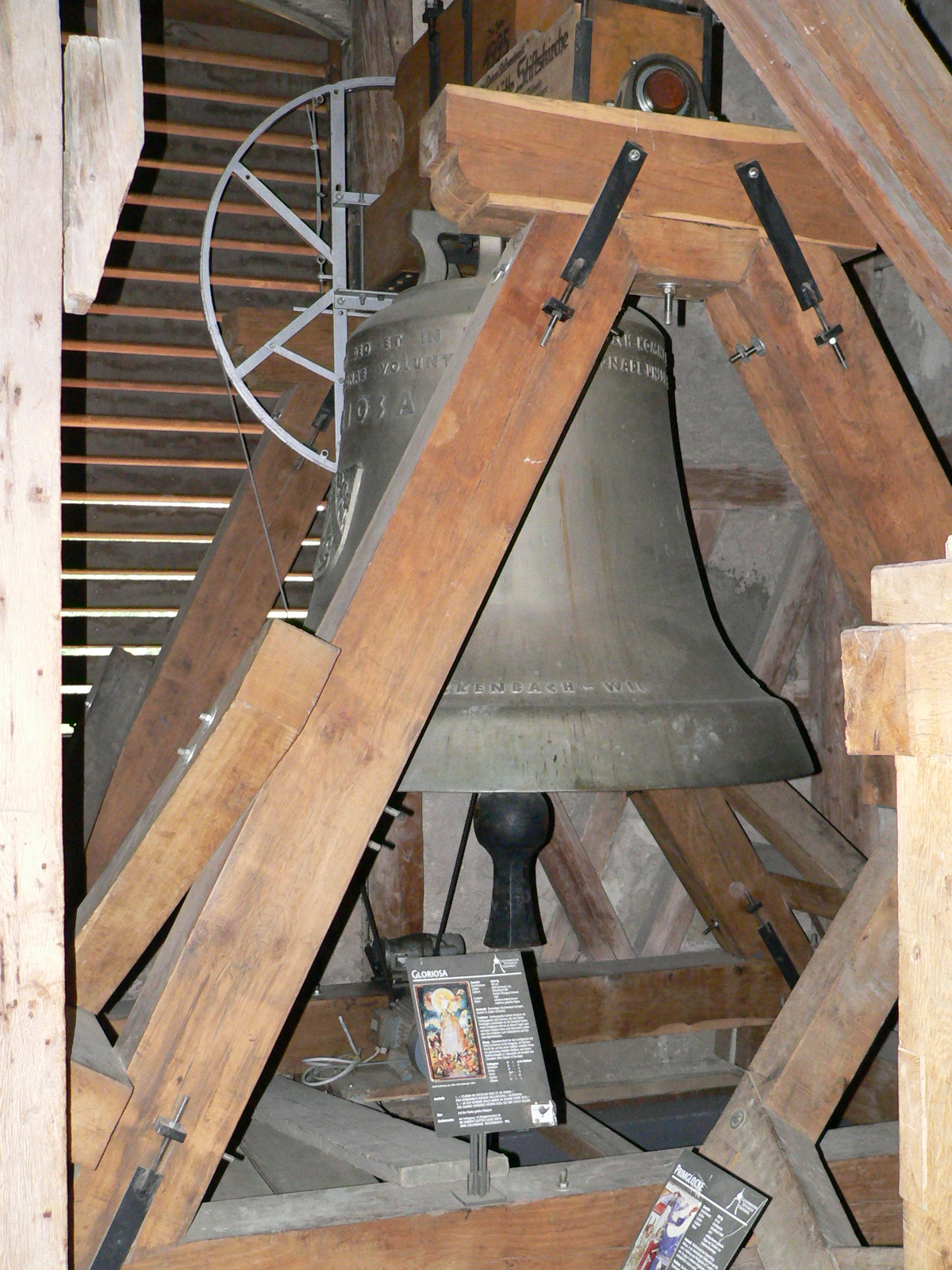
Gloriosa

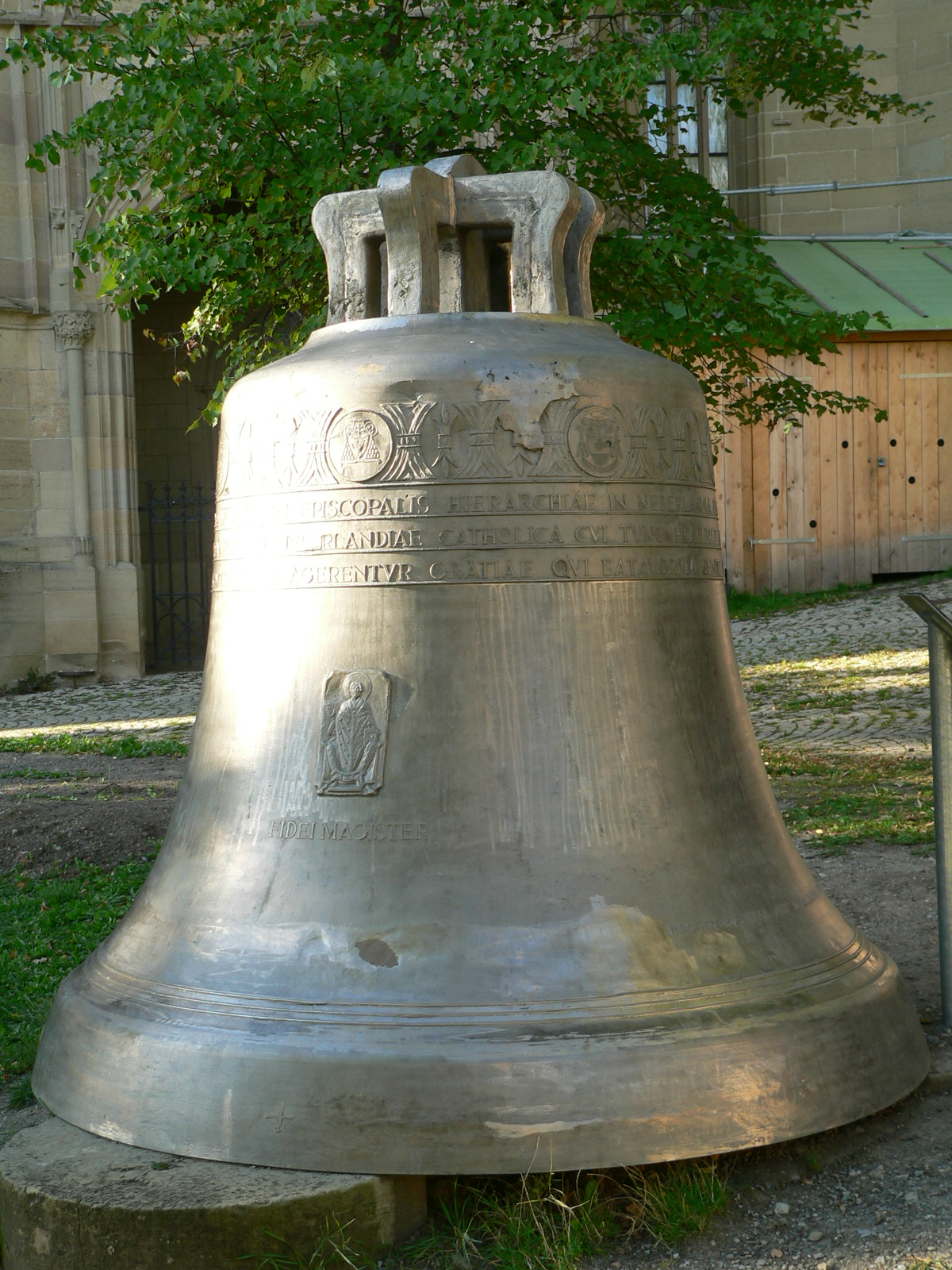
Maxima

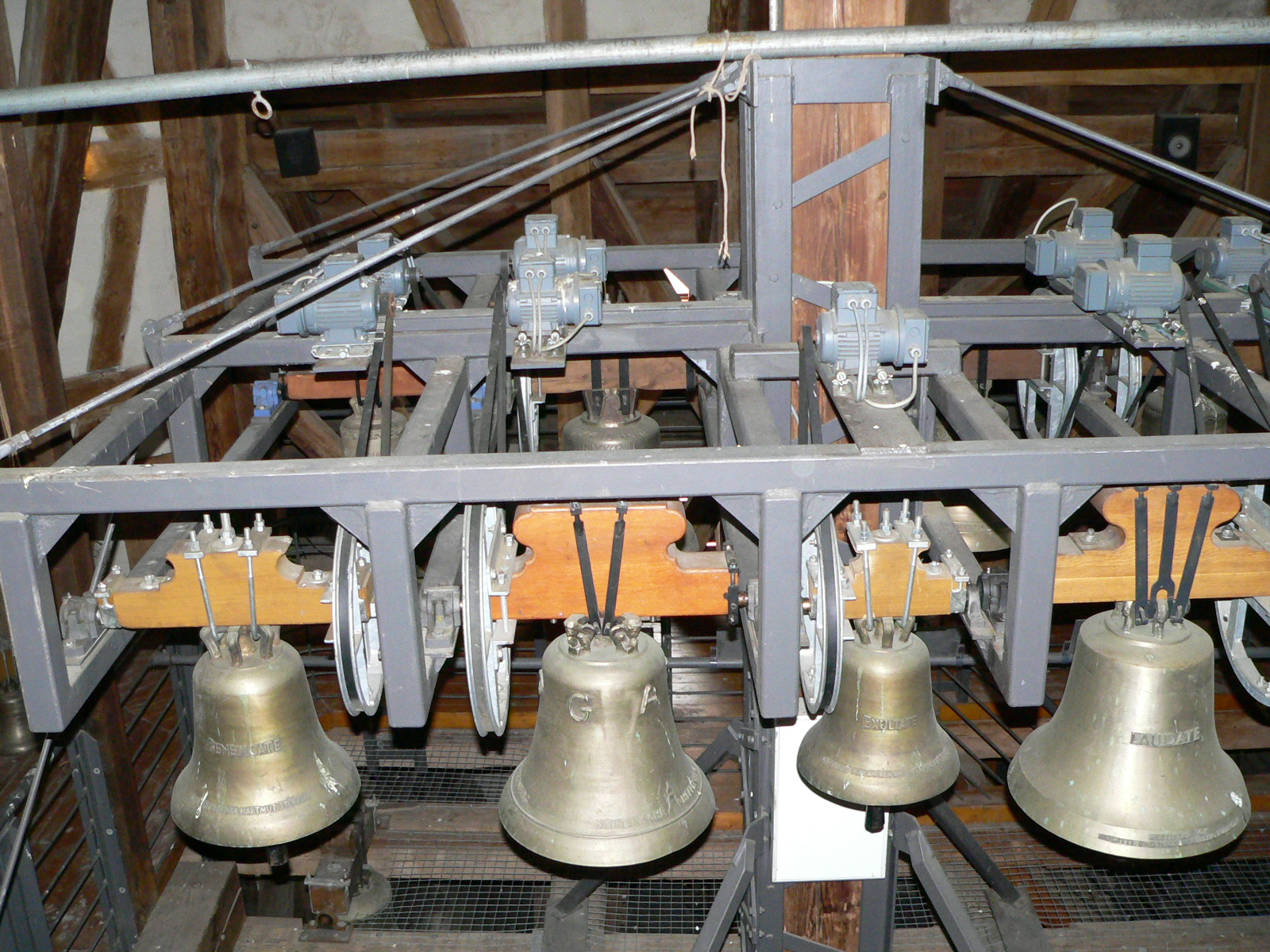
Zimbelglocken

#### Betglocke
Dzwon odlano w Straubing w 1949 roku, pierwotnie dzwonił w kościele katolickim w Tannhausen. Jego płaszcz zdobi wizerunek Świętej Trójcy. Obecnie dzwoni codziennie o godzinie 18:00.

#### Kreuzglocke
W miejsce zniszczonego podczas II wojny światowej dzwonu w 1954 odlano nowy instrument, w ludwisarni Kurtz w Stuttgarcie. Młotek zainstalowany obok dzwonu wybija nim kwadranse, a sam dzwon bije codziennie o godzinie 11:00 i 15:00.

#### Taufglocke
Dzwon ten odlano razem z Kreuzglocke, również zastąpił dzwon zniszczony podczas wojny. Rozbrzmiewa on podczas chrztu dziecka w kościele.

#### Angelusglocke
Instrument odlano w 1962 w pracowni ludwisarskiej Friedricha Wilhelma Schillinga w Heidelbergu. Dzwon odzywa się po biciu dzwonu wołającego na wieczorną modlitwę.

#### Gloriosa
Dzwon pierwotnie miał służyć jako dzwon karylionowy w Szwajcarii, ostatecznie, po wielu wędrówkach, w 1995 trafił do Herrenberga. Waży 3600 kg i został odlany w ludwisarni Emila Eschmanna w Rickenbach w 1965 roku.

#### Heiliggeistglocke
Instrument wykonano w 1997 roku w ludwisarni Bachert. Dzwon odzywa się na zakończenie nabożeństwa w kościele.

#### Dominika
Odlano ją w 1999 jako dzwon milenijny, w ludwisarni Bachert.

#### Maxima
Dzwon "Maxima" nie wisi na wieży, lecz stoi przed kościołem, na zewnątrz. Odlano go w ludwisarni Eifel w 2000 roku dla bazyliki w Echternach, w Luksemburgu. Ostatecznie trafił do Herrenberga.

#### Zimbelglocken
Zimbelglocken, czyli po polsku dzwony cymbałowe to grupa 11 dzwonów wykonanych w latach 1998–2002. Zostały wykonane przez różne niemieckie, austriackie i szwajcarskie ludwisarnie. Są dopasowane do siebie dźwiękowo w celu stworzenia kurantu.

#### Karylion
Od 2012 roku na wieży znajduje się 50-dzwonowy karylion wygrywający pieśni świeckie i sakralne. Odlała je ludwisarnia Eijsbouts w Asten.